# Listă de comune din județul Suceava
Această listă de comune din județul Suceava cuprinde toate cele 98 comune din județul Suceava în ordine alfabetică.

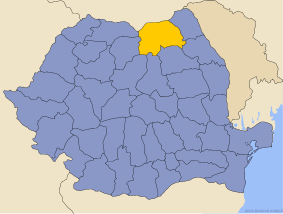
Județul Suceava

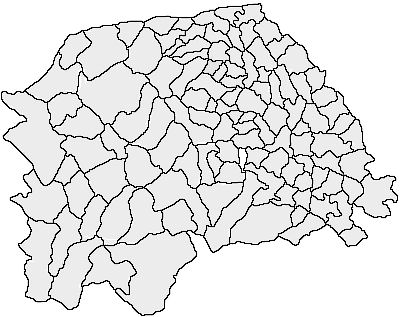
Harta județului cu împărțirea administrativ-teritorială pe comune

1. Adâncata
2. Arbore
3. Baia
4. Bălăceana
5. Bălcăuți
6. Berchișești
7. Bilca
8. Bogdănești
9. Boroaia
10. Bosanci
11. Botoșana
12. Breaza
13. Brodina
14. Bunești
15. Burla
16. Cacica
17. Calafindești
18. Capu Câmpului
19. Cârlibaba
20. Ciocănești
21. Ciprian Porumbescu
22. Comănești
23. Cornu Luncii
24. Coșna
25. Crucea
26. Dărmănești
27. Dolhești
28. Dorna-Arini
29. Dorna Candrenilor
30. Dornești
31. Drăgoiești
32. Drăgușeni
33. Dumbrăveni
34. Fântâna Mare
35. Fântânele
36. Forăști
37. Frătăuții Noi
38. Frătăuții Vechi
39. Frumosu
40. Fundu Moldovei
41. Gălănești
42. Grămești
43. Grănicești
44. Hănțești
45. Hârtop
46. Horodnic de Jos
47. Horodnic de Sus
48. Horodniceni
49. Iacobeni
50. Iaslovăț
51. Ilișești
52. Ipotești
53. Izvoarele Sucevei
54. Marginea
55. Mălini
56. Mănăstirea Humorului
57. Mitocu Dragomirnei
58. Moara
59. Moldova-Sulița
60. Moldovița
61. Mușenița
62. Ostra
63. Panaci
64. Păltinoasa
65. Pătrăuți
66. Pârteștii de Jos
67. Poiana Stampei
68. Poieni-Solca
69. Pojorâta
70. Preutești
71. Putna
72. Rădășeni
73. Râșca
74. Sadova
75. Satu Mare
76. Siminicea
77. Slatina
78. Straja
79. Stroiești
80. Stulpicani
81. Sucevița
82. Șaru Dornei
83. Șcheia
84. Șerbăuți
85. Todirești
86. Udești
87. Ulma
88. Vadu Moldovei
89. Valea Moldovei
90. Vama
91. Vatra Moldoviței
92. Verești
93. Vicovu de Jos
94. Voitinel
95. Volovăț
96. Vulturești
97. Zamostea
98. Zvoriștea